# سفندر تحتي الأوراق
السفندر تحتي الأوراق أو سَفَندر ذافي نوع نباتي ينتمي إلى جنس السفندر من الفصيلة الهليونية.

## البيئة والانتشار
ينتشر في شمال المغرب العربي ومعظم مناطق إسبانيا وإيطاليا.

## الوصف النباتي
تنتج ثماره على الأوراق.

## مرادفات لاسم العلمي
- (باللاتينية: Platyruscus hypophyllum (L.) A. P. Khokhr. & V. N. Tikhom.)
- (باللاتينية: Ruscus lugubris Salisb., nom. superfl.)